# Bailang He
Bailang He (kinesiska: 白浪河) är ett vattendrag i Kina. Det ligger i provinsen Shandong, i den östra delen av landet, omkring 200 kilometer öster om provinshuvudstaden Jinan.
Genomsnittlig årsnederbörd är 675 millimeter. Den regnigaste månaden är juli, med i genomsnitt 252 mm nederbörd, och den torraste är januari, med 6 mm nederbörd.